# Husice magellanská
Husice magellanská (Chloephaga picta) je středně velký druh vrubozobého ptáka. Tento druh se vyskytuje v jižních oblastech Jižní Ameriky. Délka těla této husice je 60 – 72,5 cm a váha se pohybuje okolo 2,7 až 3,2 kg. Samci mají bílou hlavu a hruď, zatímco samice jsou hnědé s černě pruhovanými křídly a žlutýma nohama a mohu být zaměněny za husici rudohlavou. Dospělí samci mají na vnitřní straně sekundárních letek umístěné zeleno-bronzové zrcátko.

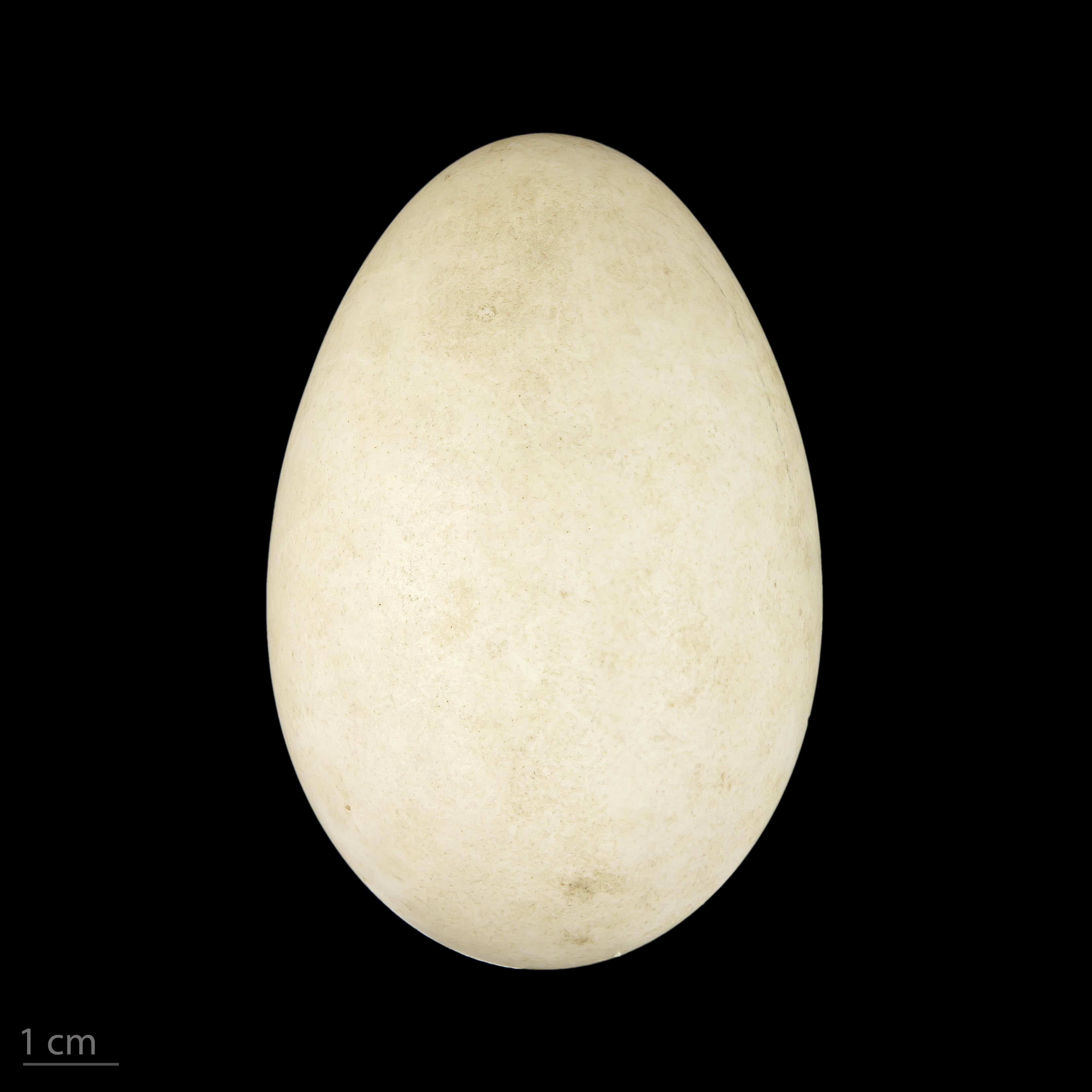
Chloephaga picta

## Rozšíření
Husice magellanské obývají jižní travnaté pláně, suché nížinné křoviny, pastviny a zemědělské půdy a to až do výšky 1 500 metrů nad mořem. Sdružují se v hejnech, často společně s husicí rudohlavou a husicí rudoprsou. V České republice tyto husice chová Zoo Brno, Zoo Jihlava a Zoo Tábor.

## Chování a potrava
Husice magellanské jsou primárně herbivorní, požírají semena, listy, stonky a jiný rostlinný materiál. Jsou velmi společenské, byla spatřena i hejna tisíce pasoucích se ptáků. Ze stran zemědělců jsou považovány za škůdce, protože spásají trávu určenou chovaný pro skot a ovce. K páření dochází v hustě zarostlých plochách většinou v září a říjnu, na Falklandských ostrovech bylo páření pozorováno v listopadu. Samci lákají samice hlasitým hvízdáním, samice odpovídají jemným zakdákáním. Jsou monogamní, a pokud samci vstoupí do teritoria jiný samec, může dojít i k boji. Mnoho samců bylo po těchto bojích nalezeno zraněných nebo dokonce mrtvých.
Hnízdo si husice magellanské staví na zemi, je zakryté hustou vegetací a často je v blízkosti vody. Snůška obsahuje 5-8 vajec, která jsou inkubována přibližně 1 měsíc. Vylíhlá mláďata jsou zbarvena do šedavě-hnědé barvy. V hnízdě nezůstávají mláďata téměř ani jeden den, rychle se odebírají k blízkému zdroji vody či potravy. Mláďata jsou schopna se živit sama již od narození. Plného opeření dosahují mláďata v 9 - 10 týdnech života a zcela dospělá jsou až ve 3 letech.

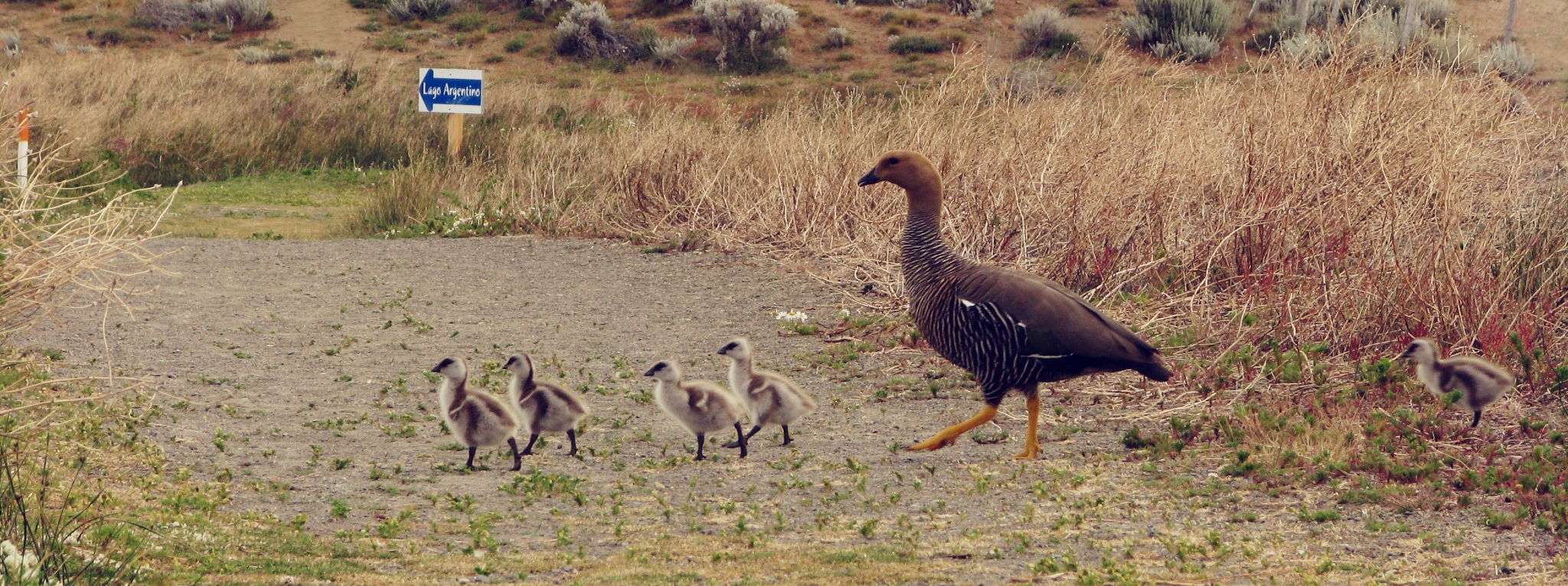
Samice husice magellanské se svými potomky, El Calafate, Argentina